# Kamniško-Savinjske Alpe
Kamniško-Savinjske Alpe so gorska veriga na severu Slovenije ter sestavni del Južnih apneniških Alp. So drugo najvišje slovensko gorstvo za Julijskimi Alpami. Veriga je dobila ime delno po mestu Kamniku, delno pa po reki Savinji. Pogosto se ime pojavlja tudi ločeno za Kamniške Alpe ter za Savinjske Alpe.

## Lega in površina
Kamniško-Savinjske Alpe se nahajajo na severu Slovenije ob meji z Avstrijo. Njihova površina je približno 900 km2 na območju Republike Slovenije. Okoli 75 odstotkov območja je poraslega z gozdom, vrhovi pa so goli in skalnati.
Po vzhodnem delu gorstva poteka meja med slovensko Koroško in Gorenjsko, skupaj s Karavankami pa tvorijo mejo med celotno Koroško (slovenskim in avstrijskim delom) ter Gorenjsko. Na Rinki se tudi nahaja zgodovinska tromeja med avstro-ogrskimi vojvodinami Koroško, Kranjsko ter Štajersko.

## Turizem
Tukaj se nahajata Logarska dolina s slapom Rinka ter Kamniška Bistrica. Ti dve ledeniški dolini (poleg njiju še Matkov in Robanov kot) veljata za eni najlepših slovenskih dolin. Območje je tudi znano po smučarskih središčih, Krvavec in Velika planina sta dobro obiskani smučišči. Vrhovi Kamniško-Savinjskih Alp so priljubljeni pri planincih, saj ponujajo lepe zaglede na sosednja območja.
Kamniško-Savinjske Alpe so med planinci izredno priljubljene. Najvišji vrhovi presegajo 2500 m (najvišji je Grintovec, 2558 m), do njih pa vodijo dobro označene planinske poti. Velika planina zaradi izjemnih razgledov ter ohranjene pastirske dediščine velja za najlepšo slovensko planino. Na planino se je moč odpraviti peš ali z nihalko in sedežnico, ki obratujeta vse dni v letu. Na planini je najbolj živahno poleti, ko pastirji priženejo živino in ustvarijo posebno krajino. Edina bajta (pastirska koča) z ohranjeno tradicionalno ovalno obliko je Preskarjeva bajta, urejena v muzej, zelo zanimiva pa je tudi kapela Marije Snežne, kjer na božični večer vsako leto poteka polnočnica. Pri pastirjih lahko poskusite kislo mleko ali sir, še posebej Trnič, okrepčate pa se lahko tudi v planinskih domovih.

## Delitev Kamniško-Savinjskih Alp
Od zahoda proti vzhodu jih delimo na tri dele:
- Storžiška skupina na zahodu (Storžič 2132 m)
- Osrednji del ali Grintovška skupina (Grintovec 2558 m)
- Visoke kraške planote na vzhodu (Velika planina in Dleskovška planota).

Meja med Storžiško in Grintavško skupino je soteska reke Kokre.

### Območje Kamniško-Savinjskih Alp
Kamniško-Savinjske Alpe (površina 988 km2, skupaj z območjem v Republiki Avstriji). Najzahodnejše območje Kamniško-Savinjskih Alp poteka od zahoda, pri Mostah od sotočja Završnice s Savo Dolinko, južno od Završnice kot ozek greben od Brinjevega vrha (715 m) severno od Žirovnice do Smokuškega vrha (868 m). Od Smokuškega vrha do Kališča (980 m) in ob potoku Blatnica do Begunj, vzhodno od Sv. Petra (839 m).
Druga skupina II. (Dobrča) leži od Begunj ob dolini potoka Begunjščice, južno Luknje do Prevala (1.311 m), južno od Potočnikovega grabna do doline Mošenika in sotočja Mošenika s Tržiško Bistrico.
Od zahoda sledi tretja skupina (III.) z robom severno od grebena Kriške Gore in Tolstega vrha (1.715 m), južno od potoka Lomščica do Javorniškega prevala (1.467 m) severno od Škarjeve peči (1.671 m) in ob Tržiškem grabnu do potoka Reka severozahodno od Kozjega vrha (1.628 m) do sotočja s Kokro pri Spodnjem Jezerskem. Najvišji vrh te skupine je Storžič (2.132 m).
Četrta skupina (IV.) sledi od levega brega Kokre do sotočja z Jezernico do gorske kotanje Jezerskega. do Ravenske Kočne in Jenkove planine. Od Jenkove planine je greben Male Babe (2.018 m), Velike Babe (2.127 m) in Ledinskega vrha (2.108 m) do Jezerskega sedla (2.036 m) in naprej do Okrešlja in na Kamniško sedlo (Jermanova vrata, 1876 m) v dolino Kamniške Bistrice. Najvišji vrh te skupine in tudi najvišji vrh v Kamniško-Savinjskih Alpah je Grintovec (2.558 m). Pri Jezerskem in Savinjskem sedlu so zatrepi treh gorskih dolin Belske Kočne, Matkovega kota in Logarske doline. Med Belsko Kočno in Matkovim kotom je v smeri SV v dolžini 6 km gorska veriga od Mrzle gore (2.203 m), Matkove kope (1.957 m) do Pavličevih sten (1.653 m).  Med Matkovim kotom in Logarsko dolino je v smeri SV gorska veriga od Zabrložnice (1.635 m), Velikega vrha (1.539 m) do Orlovca (1.251 m) južno od potoka Jezera, ki s sotočjem Črne ob vhodu v Logarsko dolino teče kot najdaljša povsem slovenska reka Savinja.
Peta skupina (V.). Začne se pri levem pritoku Savinje, potokom Klobaša, ki teče pod planino Grohat (1.367 m), severno od slemena Raduhe, nato do Spodnjega Slemena (1.254 m) in južno od potoka Bistra do Vrtačnikovega potoka in pod severnim vznožjem Smrekovškega pogorja preko Ludranskega vrha do Koroške Kramarice, po strugi navzogor do Kramarice (1.124 m) in do Štajerske Kramarice. Po strugi Kramarice do izvira Ljubije in pod Visočkim vrhom do struge Šentflojanščice in naprej do sotočja s Pako. Meja območja vodi nato po strugi Pake do Paške vasi in Podgorja pri Letušu, nato pod vzhodnim vnožjem Dobroveljsko planote zahodno od Braslovč, kjer je navzhodnejši del Kamniško-Savinjskih Alp. Proti zahodu so južni obronki Dobraveljske planote (IV. d.), severno od Vranskega in ob toku Motnjiščica navzgor do Zgornjega Tuhinja pod južnimi obronki Menine planine (IV. c.) do Godiča in naprej proti severo-zahodu nad Tunjiškim gričevjem pod južnimi obronki Kamniško-Savinjskih Alp nad Ljubljansko kotlino in Deželo do skrajnega zahodnega dela pri Žirovnici.